# Curticoelotes
Curticoelotes – rodzaj pająków z rodziny lejkowcowatych. Obejmuje 6 opisanych gatunków.

## Morfologia
Pająki osiągające od 4,5 do 11 mm długości ciała. Karapaks mają żółtawobrązowy z niewyraźnymi smugami rozchodzącymi się promieniście. Brązowe szczękoczułki mają po trzy zęby na krawędziach przednich i po dwa na krawędziach tylnych. Warga dolna i szczęki są brązowe, a sternum żółtawobrązowe. Kolejność par odnóży od najdłuższej do najkrótszej to: IV, I, II, III. Ich barwa jest żółtawobrązowa, nie występuje obrączkowanie. Barwa opistosmy (odwłoka) jest na wierzchu szarawobrązowa z żółtawobrązowymi szewronami, od spodu zaś żółtawobrązowa, pozbawiona znaczeń.
Genitalia samicy mają kuliste, szeroko rozstawione spermateki oraz zaopatrzoną w zęby
płytkę płciową. Nogogłaszczki samca mają rzepkę z rozwiniętą apofizą, goleń pozbawioną apofizy lateralnej, ale zaopatrzoną w apofizę retrolateralną, krótkie cymbium z wykształconą apofizą cymbialną grzbietową, łyżeczkowatą apofyzę medialną oraz, z wyjątkiem C. kintaroi, cienki i biczykowaty embolus.

## Rozprzestrzenienie
Przedstawiciele rodzaju występują endemicznie w Japonii. Znani są z wysp Honsiu i Kiusiu.

## Taksonomia
Takson ten wprowadzony został w 2020 roku przez Kenichiego Okumurę na łamach „Acta Arachnologica”, poprzez uzasadnione wynikami molekularnej analizy filogenetycznej wydzielenie części gatunków z rodzaju norosz (Coelotes). Nazwa rodzajowa to połączenie nazwy noroszów z łacińskim curtus, oznaczającym „krótki”, w nawiązaniu do krótkiego cymbium samców tego rodzaju. Wyniki analiz filogenetycznych z 2022 i 2023 roku wskazują, że Curticoelotes najbliżej spokrewniony jest z rodzajami Alloclubionoides i Aeolocoelotes, tworząc z nimi klad siostrzany dla Notiocoelotes.
Do rodzaju tego należy 6 opisanych gatunków:
- Curticoelotes hamamurai (Yaginuma, 1967)
- Curticoelotes hiradoensis (Okumura & Ono, 2006)
- Curticoelotes kintaroi (Nishikawa, 1983)
- Curticoelotes oxyacanthus (Okumura, 2013)
- Curticoelotes sawadai (Nishikawa, 2009)
- Curticoelotes taurus (Nishikawa, 2009)